# Bleed Out
Albums de Within Temptation
Resist
(2019)
Singles
1. Entertain You
Sortie : 8 mai 2020
2. The Purge
Sortie : 20 novembre 2020
3. Shed My Skin
Sortie : 25 juin 2021
4. Don't Pray for Me
Sortie : 8 juillet 2022
5. Wireless
Sortie : 18 mai 2023
6. Bleed Out
Sortie : 18 août 2023

Bleed Out est le huitième album studio du groupe néerlandais de metal symphonique Within Temptation, sorti le 20 octobre 2023 sous le label du groupe, Force Music Recordings.

## Liste des pistes
| No  | Titre                         | Durée |
| --- | ----------------------------- | ----- |
| 1.  | We Go to War                  | 4:16  |
| 2.  | Bleed Out                     | 4:30  |
| 3.  | Wireless                      | 4:41  |
| 4.  | Worth Dying For               | 4:53  |
| 5.  | Ritual                        | 3:37  |
| 6.  | Cyanide Love                  | 4:02  |
| 7.  | The Purge                     | 4:16  |
| 8.  | Don't Pray for Me             | 3:41  |
| 9.  | Shed My Skin (avec Annisokay) | 4:30  |
| 10. | Unbroken                      | 5:04  |
| 11. | Entertain You                 | 3:31  |

## Crédits
| - Sharon den Adel – chant - Ruud Jolie – guitare - Robert Westerholt – guitare - Stefan Helleblad – guitare - Martijn Spierenburg – clavier - Jeroen van Veen – basse - Mike Coolen – batterie | - Daniel Gibson – production |